# Ácido tíglico
Ácido tíglico es un ácido orgánico insaturado monocarboxílico con fórmula  C5H8O2. Se encuentra en el aceite de crotón y en varios otros productos naturales. También se aisló de la secreción defensiva de ciertos escarabajos.

## Propiedades y usos
El ácido tíglico tiene un doble enlace entre el segundo y el tercero de la cadena de carbonos. Junto con el ácido angélico forma un par de isómero de Isomería cis-trans. Es una sustancia volátil y cristalizable con un olor picante dulce caliente. Se utiliza en la fabricación de perfumes y agentes aromatizantes. Las sales y ésteres del ácido tíglico se llaman tiglates.

## Toxicidad
El ácido tíglico es un irritante para los ojos y la piel. La inhalación de la sustancia provoca irritación del tracto respiratorio. Es incluido en la Ley de Control de Sustancias Tóxicas (TSCA).

## Nombres y descubrimiento
En 1819 Pelletier y Caventou aislaron un peculiar ácido volátil y cristalizable de las semillas de Schoenocaulon officinale, una planta mexicana de la familia Melanthiaceae (también llamada cevadilla o cebadilla ). Por consiguiente, la sustancia fue nombrado sabadillico o ácido cevadico. Fue descubierto más adelante que era idéntico a Frankland y ácido metilcrotónico de Duppa (1865). En 1870 Geuther y Fröhlich prepararon un ácido de aceite de crotón al que dieron el nombre de ácido tíglico por Croton tiglium (Linn.), el nombre específico de la planta del aceite de croton. El compuesto se demostró que era idéntico con el ácido metil-crotónico descrito anteriormente.